# دوفوكشن جيووج
دوفوكشن جيووج Dophoogchen Gewog ، أو دوروكا جيووج، هي جيووج (منطقة قروية) في منطقة سامتسي في بوتان. تعد قرية دوفوغتشين جيووج جزء من قرية دوفوغتشين دونغكاج (المنطقة الفرعية)، والتي تضم قريتي دوروخا ودينتشوكا جيووج. يتحدث الناس هنا لغة لوتشامخا وهم في الغالب من الهندوس. وهو متصل بالطريق من مدينة Samtse وPhuntsholing وHaa عبر Tergola . أقرب مدينة ومقر المقاطعة هي سامتسي ، على بعد حوالي 3 ساعات بالسيارة من درونغخاج. تربط شبكات الطرق معظم الأجزاء النائية من جيوج، بما في ذلك سينجدهين، أو مجتمع دويا أو شعب لهوب.